# 생방송 활기찬 저녁
《생방송 활기찬 저녁》은 MBC 충북 TV에서 매주 화요일부터 수요일 오후 6시 5분에 방송 중인 충북 지역 저녁 교양 정보 프로그램이다.

## MC
| 대수 | 진행자 | 진행자 | 진행 기간                         | 비고 |
| 대수 | 남성   | 여성   | 진행 기간                         | 비고 |
| ---- | ------ | ------ | --------------------------------- | ---- |
| 1대  | 송민수 | 하미진 | 2021년 9월 28일 ~ 2024년 1월 11일 |      |
| 2대  | 송민수 | 김희수 | 2024년 1월 16일 ~ 현재            |      |

## 경쟁 프로그램
- 생방송 지금 충북은 (KBS 청주 1TV)
- CJB 모닝와이드 (CJB TV)